# Роздольний (Каменський район)
Роздо́льний (рос. Раздольный) — селище у складі Каменського району Алтайського краю, Росія. Входить до складу Попереченської сільської ради.

## Населення
Населення — 211 осіб (2010; 308 у 2002).
Національний склад (станом на 2002 рік):
- росіяни — 96 %